# Keiken Zumi na Kimi to, Keiken Zero na Ore ga, Otsukiai Suru Hanashi
Keiken Zumi na Kimi to, Keiken Zero na Ore ga, Otsukiai Suru Hanashi (経験済みなキミと、経験ゼロなオレが、お付き合いする話。, auf Englisch etwa „You Were Experienced, I Wasn't, And This is How We Started Dating“), kurz auch KimiZero, ist eine Light-Novel-Reihe von Makiko Nagaoka, die seit 2020 beim japanischen Verlag Fujimi Shobō erscheint und in den Gattungen Romantische Komödie, Slice of Life und Drama zu verorten ist.
Im Februar des Jahres 2022 wurde eine auf der Romanreihe basierende Manga-Reihe gestartet, die bei Square Enix erscheint. Im September des gleichen Jahres wurde die Produktion einer Anime-Fernsehserie angekündigt, die weltweit unter dem Titel Our Dating Story: The Experienced You and The Inexperienced Me gezeigt wird.
Die Geschichte handelt von dem eher in sich gekehrten Oberschüler Ryūto Kashima, der aufgrund eines verlorenen Spiels von seinen Klassenkameraden aufgefordert wird, seiner Klassenkameradin Runa Shirakawa, dem schönsten Mädchen an der Schule, seine Gefühle zu gestehen. Als diese sein Geständnis akzeptiert, werden diese ein Paar und sehen sich tagtäglich mit ihren Unterschieden konfrontiert.

## Handlung
Als Strafe für ein verlorenes Spiel wird der Oberschüler Ryūto Kashima von seinen Klassenkameraden dazu aufgefordert, auf Runa Shirasaki – eine Klassenkameradin und das schönste Mädchen der Schule – zuzugehen und ihr ein Liebesgeständnis zu machen. Die beiden kommen tatsächlich zusammen, was aber in erster Linie daran liegt, dass Runa aktuell in keiner Beziehung ist.
Beide könnten unterschiedlicher nicht sein, haben sie doch einen anderen Freundeskreis und Vorlieben, um ihre freie Zeit zu verbringen. Hinzu kommt, dass Runa für den eher in sich gekehrten Ryūto in einer anderen Liga spielt. Trotz der Unterschiede und den Schwierigkeiten, die sich daraus ergeben, lernen beide diese zu akzeptieren und kommen sich näher.
Nachdem Maria Kurose, Runas Zwillingsschwester mütterlicherseits, an ihre Schule wechselt, ist das Chaos perfekt, denn sie ist Ryūtos erste große Liebe.

## Charaktere
Ryūto Kashima (加島 龍斗, Kashima Ryūto)
Ein eher unscheinbarer und in sich gekehrter Schüler, der das zweite Jahr der Oberschule besucht. Er hat nur wenige Freunde und seine einzige große Leidenschaft ist es, sich Livestreams im Internet anzusehen. Als Strafe für ein verlorenes Spiel wird er dazu aufgefordert, Runa Shirakawa, die von allen angehimmelt und verehrt wird, seine Gefühle zu gestehen. Obwohl beide noch nie ein Wort miteinander gewechselt haben, akzeptiert diese das Geständnis und werden ein Paar.
Runa Shirakawa (白河 月愛, Shirakawa Runa)
Eine hübsche Oberschülerin, die bei ihren Mitschülern sehr beliebt ist. Im Gegensatz zu Ryūto ist sie sehr aufgeschlossen und fröhlich und kann ohne Zögern auf andere Personen zugehen. Auch hat sie bereits mehrere Beziehungen gehabt. Nachdem Ryūto ihr ein Liebesgeständnis macht, akzeptiert sie dieses and kommt mit ihm zusammen. Obwohl sie bereits Erfahrung im Dating hat, hat sie Angst, dass ihre Beziehung nicht lange hält.
Maria Kurose (黒瀬 海愛, Kurose Maria)
Runas Zwillingsschwester mütterlicherseits, die aber aus verschiedenen Gründen getrennt voneinander aufgezogen wurden. Sie ist Ryūtos erste große Liebe. Sie wechselt an seine und Runas Schule und entwickelt Gefühle für ihn.

## Medien

### Light-Novel
Die Light-Novel-Reihe wird von Mikako Nagaoka geschrieben und von Magako illustriert. Die Serie startete am 19. September des Jahres 2020 im Magazin Fujimi Fantasia Bunko des Verlages Fujimi Shobō. Bis März des Jahres 2023 wurden sechs Romane der Reihe veröffentlicht.
Am 15. September 2023 gab der US-amerikanische Verlag J-Novel Club bekannt, die Light-Novel-Reihe für eine englischsprachige Veröffentlichung lizenziert zu haben. Mit der Publikation des zehnten Light-Novel-Bandes am 19. März 2025 wurde die Geschichte abgeschlossen.
| Band | Veröffentlichung (Japan) | ISBN (Japan)            |
| ---- | ------------------------ | ----------------------- |
| 1    | 19. Sep. 2020            | ISBN 978-4-04-073809-3. |
| 2    | 19. März 2021            | ISBN 978-4-04-073993-9. |
| 3    | 18. Sep. 2021            | ISBN 978-4-04-074213-7. |
| 4    | 19. Feb. 2022            | ISBN 978-4-04-074286-1. |
| 5    | 16. Sep. 2022            | ISBN 978-4-04-074539-8. |
| 6    | 17. März 2023            | ISBN 978-4-04-074540-4. |
| 7    | 20. Sep. 2023            | ISBN 978-4-04-075011-8. |
| S    | 19. März 2024            | ISBN 978-4-04-075337-9. |
| 8    | 20. Juni 2024            | ISBN 978-4-04-075012-5. |
| 9    | 20. Feb. 2025            | ISBN 978-4-04-075724-7. |
| 10   | 19. März 2025            | ISBN 978-4-04-075725-4. |

### Manga
Eine Umsetzung als Web-Manga startete am 23. Februar 2022. Die Zeichnungen stammen aus der Feder von Noyama Carpaccio. Die Mangaserie erscheint auf der Seite Gangan Online des Verlages Square Enix und wurden später auch in gedruckter Form veröffentlicht. Bis Januar des Jahres 2025 wurden sieben Bände im Tankōbon-Format veröffentlicht.
| Band | Veröffentlichung (Japan) | ISBN (Japan)            |
| ---- | ------------------------ | ----------------------- |
| 1    | 12. Sep. 2022            | ISBN 978-4-7575-8145-6. |
| 2    | 11. Nov. 2022            | ISBN 978-4-7575-8258-3. |
| 3    | 12. Apr. 2023            | ISBN 978-4-7575-8527-0. |
| 4    | 12. Okt. 2023            | ISBN 978-4-75-758855-4. |
| 5    | 12. März 2024            | ISBN 978-4-75-759103-5. |
| 6    | 9. Aug. 2024             | ISBN 978-4-75-759355-8. |
| 7    | 10. Jan. 2025            | ISBN 978-4-75-759614-6. |

### Anime-Fernsehserie
Die Produktion eines Anime wurde am 9. September 2022 offiziell angekündigt, ohne dabei das Format des Projektes anzukündigen. Im Dezember des gleichen Jahres wurde bekannt, dass es sich dabei um eine Fernsehserie handeln werde. Zudem wurde angekündigt, dass Natsuki Hanae als Ryūto und Saori Ōnishi als Runa zu hören sein werden.
Die Serie entsteht unter Regie von Hideaki Ōba im Studio ENGI. Das Drehbuch wird, basierend auf der Romanvorlage von Makiko Nagaoka, von Hiroko Fukuda geschrieben, während das Charakterdesign von Yosuke Itō anhand der Illustrationen von Magako entworfen wird. Die Musik wird von Kei Haneoka komponiert. Die Vorspannsequenz ist mit dem Lied Love You Tender von Maaya Uchida unterlegt, während im Abspann das Stück Aikotoba der Rockband AliA zu hören ist.
Im März des Jahres 2023 wurde angekündigt, dass der Anime im gleichen Jahr im japanischen Fernsehen starten wird. Die Animeserie startet am 6. Oktober 2023 im japanischen Fernsehen. Zwei Tage vor Ausstrahlung im japanischen Fernsehen kündigte der Streamingdienst Crunchyroll an, die Serie im Simulcast im Originalton mit deutschen Untertiteln zu zeigen.

#### Synchronisation
| Rolle          | Japanische Stimme (Seiyū) |
| -------------- | ------------------------- |
| Ryūto Kashima  | Natsuki Hanae             |
| Runa Shirakawa | Saori Ōnishi              |
| Maria Kurose   | Aoi Koga                  |